# سیج، شهرستان ریورساید، کالیفرنیا
سیج (به انگلیسی: Sage) یک منطقهٔ مسکونی در ایالات متحده آمریکا است که در شهرستان ریورساید، کالیفرنیا واقع شده‌است. سیج ۷۰۵٫۰۱ متر بالاتر از سطح دریا واقع شده‌است.